# 張子弘
張子弘（1515年—？），字汝容，江西吉安府廬陵縣人，軍籍，明朝政治人物。

## 生平
嘉靖二十二年（1543年）癸卯科江西鄉試第五十五名舉人。嘉靖二十三年（1544年）中式甲辰科會試第三十二名，登第二甲第五十九名進士。曾官廣東瓊州府知府。歷升山西副使、福建按察使，四十三年（1564年）监试福建鄉試。以事降廣東副使，隆庆元年（1567年）五月以擒斩广东贼首王西桥等功，升按察司按察使，管伸威兵备事。五年正月升本省右布政使，剿惠潮山寇，六年十月升左布政使。

## 家族
曾祖張軾，壽官；祖父張勵；父張江，知縣。母曾氏。慈侍下。